# Scuola media Pietro Coppo
La Scuola media Pietro Coppo (in sloveno Srednja šola Pietro Coppo) è una scuola pubblica professionale per la minoranza italiana a Isola d'Istria in Slovenia. La scuola fu istituita nel 1992.